# The Fundamental Elements of Southtown
The Fundamental Elements of Southtown – trzeci album studyjny amerykańskiego zespołu P.O.D. Wydany został w roku 1999.

## Lista utworów
1. "Greetings" – 1:29
2. "Hollywood" – 5:22
3. "Southtown" – 4:08
4. "Checkin' Levels" – 1:06
5. "Rock The Party (Off the Hook)" – 3:24 (gośc. Lisa Papineau)
6. "Lie Down" – 5:09
7. "Set Your Eyes to Zion" – 4:06
8. "Lo Siento" – 0:33
9. "Bullet the Blue Sky" (cover U2) – 5:18 (gośc. Lisa Papineau)
10. "Psalm 150" – 0:55
11. "Image" – 3:32
12. "Shouts" – 0:55
13. "Tribal" – 4:26
14. "Freestyle" – 3:57
15. "Follow Me" – 3:43
16. "Outkast" – 9:33

## Single
- 2000 Southtown
- 2000 Rock The Party (Off The Hook)
- 2000 School Of Hard Knocks

## Teledyski
- 2009 Southtown
- 2000 Rock The Party (Off The Hook)
- 2000 School of Hard Knocks

## Twórcy
- Wuv Bernardo – perkusja
- Sonny Sandoval – śpiew
- Traa Daniels – gitara basowa
- Marcos Curiel – gitara